# Ranunculus transochotensis
Ranunculus transochotensis là một loài thực vật có hoa trong họ Mao lương. Loài này được HARA miêu tả khoa học đầu tiên.